# The Gazette
the GazettE (яп. ガゼット Гадзэтто) — японская visual kei рок-группа. Группа была образована 10 марта 2002 года, и сотрудничала с известной компанией PS Company, которая работала с такими музыкальными коллективами, как Miyavi, alice nine., Kra и Kagrra,. В данный момент, группа работает с лейблом Sony Music Records. Группа известна постоянными экспериментами с музыкальными направлениями. На данный момент в своем творчестве the GazettE используют сплав метала, фанка и популярной японской музыки.

## История

### 2002: Формирование и ранний период группы
В 2002 году после распада группы Kar†te=zyAnose ее участники Руки, Уруха и Рейта основали новый коллектив. К ним присоединился барабанщик Юнэ из группы Artia, а также Аой, которого пригласили по его рекомендации. Так был сформирован первоначальный состав Gazette. Название группы представляет собой намеренно искаженное написание слова «кассета» (яп. カセット), что отражало их стремление к нестандартному звучанию и эстетике. 
Их первым лейблом стала Matina (Matina Eternal), с которым ранее пыталась сотрудничать их предыдущая группа Kar†te=zyAnose.  
В апреле 2002 года the GazettE выпустили дебютный сингл «Wakaremichi» (別れ道), а также клип на VHS. Через два месяца сингл был переиздан с дополнительным треком «Akai One Piece» (赤いワンピース). Несмотря на активные выступления, посещаемость концертов оставалась низкой, но, несмотря на это в августе 2002 года вышел второй сингл — «Kichiku Kyoushi (32-sai Dokushin) no Nousatsu Kouza» (鬼畜教師 32才独身の悩殺講座), сопровождавшийся видеорелизом. К этому моменту количество поклонников начало постепенно увеличиваться, однако аудитория на концертах по-прежнему оставалась немногочисленной. В декабре 2002 года Gazette приняли участие в сборнике «Yougenkyou -moon-» (妖幻鏡 -moon-) с композицией «Okuribi» (おくり火).
Параллельно велась работа над следующим синглом «Gozen 0-ji no Trauma Radio» (午前0時のとらうまラヂヲ), однако его выпуск задержался и состоялся только в конце 2003 года. 

### 2003—2005: Новый барабанщик, изменение логотипа и релиз
В январе 2003 года барабанщик Юнэ покинул состав, и его место занял Кай (ранее игравший в коллективе «Mareydi†Creia'»). Его официальное вступление в Gazette состоялось 1 февраля 2003 года.
Вскоре после этого лейбл  Matina (Matina Eternal), с которым сотрудничала группа, прекратил свою деятельность. Gazette быстро нашли новый дом - молодой лейбл PS COMPANY, и уже в мае 2003 года выпустили свой первый мини-альбом «Cockayne Soup». В поддержку релиза группа отправилась в совместный тур с коллективами Hanamuke, а затем и Vidoll. Музыкальный журнал CURE выпустил номер с Vidoll и Gazette на обложке.
28 декабря группа выступила на Beauti-fool’s Fest '03. Концерт был организован музыкальным журналом Fool’s Mate. Кроме Gazette, на нём выступали Kra, lab., Gullet, Pink Halleluja, deadman, Miyavi, D’espairsRay, Daigo Stardust, Merry и MUCC. 16 января 2004 года у Gazette состоялся первый сольный концерт, который был записан и позже выпущен на DVD как Tokyo saihan ~JUDGMENT DAY~ 2004.1.16 SHIBUYA-AX LIVE. 30 марта 2004 года коллектив выпустил мини-альбом «MADARA», который занял вторую строчку чарта Oricon. 25 августа был выпущен DVD концерта Heisei Banka, записанного 23 апреля. 
В мае они издали DVD MADARA, который содержал 6 видеороликов и документальную запись о процессе создания мини-альбома «MADARA». В течение сентября и октября Gazette гастролировали с другими группами лейбла PS COMPANY — Kra и bis (bis позже ушли из PS COMPANY и присоединились к Free-Will).
13 октября 2004 года группа выпустила «DISORDER», свой первый полноценный альбом, который поднял их до 5 строки ежедневного чарта Oricon.
В августе 2005 года Gazette выпустили мини-альбом «Gama»(蛾蟇) и, несколько позже, макси-сингл «Cassis». Выход последнего сопровождала смена названия группы с Gazette на the GazettE.

### 2006—2007: NIL, STACKED RUBBISH
Их второй полноценный альбом, NIL, был выпущен 8 февраля 2006 года, в двух видах — «первый выпуск» и «обычный выпуск». Композиция Taion посвящена памяти Дзюнко Фуруты — японской школьницы, зверски убитой в январе 1989 года.Однако эта информация не подтвердилась. В интервью Руки упомянул об этом инциденте, но добавил, что песня все же о неспособности сбежать от чего-то. Инцидент был лишь частью вдохновения. В феврале 2006 года the GazettE начали тур Nameless Liberty Six Guns Tour.
Gazette провела первые 2 концерта вне Азии в июле 2006 года. Они выступили в концертном зале Beethovenhalle, в немецком городе Бонн, перед примерно восемью сотнями зрителей. Концерт был приурочен к немецкому фестивалю аниме и манги AnimagiC.
В октябре и ноябре были выпущены два сингла — «REGRET» и «Filth in the Beauty», причем последний попал на 5-ю строку чарта Oricon
Decomposition Beauty Tour проходил с 28 ноября по 24 декабря 2006 года. Он начался в Саппоро и закончился в Осаке. Новый сингл «Hyena» был выпущен 7 февраля того же года.
the GazettE выпустили новый альбом, Stacked Rubbish, 4 июля 2007, в двух версиях: издание с DVD, и обычное издание. Вместе с выпуском CD у группы начался тур [STACKED RUBBISH] Pulse Wriggling to Black, который проходил с 15 июля по 9 сентября. Песня Chizuru с их будущего альбома STACKED RUBBISH была использована как саундтрек к корейскому фильму ужасов APT.

### 2008 — сотрудничество с GemCerey и сингл LEECH
В конце 2007 года стало известно, что группа представляет свою коллекцию ювелирных изделий совместно с компанией GemCerey. В начале 2008 года реклама этих изделий появилась на телевидении. Для рекламой компании была использована песня «Guren». Одноименный сингл вышел 13 февраля 2008 года.
В августе 2008 года the GazettE провели концерт «GAZEROCK FESTIVAL IN SUMMER 08 BURST INTO A BLAZE», для своего официального фан-клуба, который собрал 15 000 человек в развлекательном парке Фудзикю.
Через два месяца the GazettE дали эксклюзивный концерт только для участников фан-клуба в Shibuya AX в рамках тура ‘HERESY PRESENTS STANDING LIVE TOUR 08 FROM THE DISTORTED CITY'. Одновременно велась подготовка к выпуску сингла LEECH.
Следует отметить, что 2008 год прошел для группы под знаком сингла LEECH. Сами участники признавались, что уделили огромное внимание одноименному клипу, в частности, Руки и Уруха отмечали, что в это видео отличается выражением чувств с помощью компьютерной графики.

### 2009 — DIM
2009 год был очень насыщен событиями для the GazettE. Спустя всего лишь три дня после Нового Года группа приняла участие в большом концерте Peace & Smile Carnival. Этот концерт собрал всех подопечных PS Company. Выступление группы в рамках этого концерта проходило в традиционной японской одежде — хакама. По признанию самих участников, это доставляло им большие трудности во время игры. К тому же, существовал строгий временной лимит — всего 30 минут, что для такой группы как the GazettE — это очень короткий временной интервал.
Первое сольное выступление группы состоялось 10 марта 2009 года. Местом проведения стал Международный Конгресс-Комплекс Makuhari Messe, павильон 9.10.
15 июля 2009 года the GazettE выпустили альбом DIM, а 19 июля приняли участие в телевизионной передаче Ameba Studio, которая транслировалась в онлайн-режиме. 400 поклонников смогли встретиться с группой непосредственно в студии.
В поддержку этого альбома the GazettE провели тур «The GazettE TOUR 2009 ~DIM SCENE~», который стартовал 18 июля 2009 года в Toda City Culture Hall. Двухмесячный тур завершился концертом в Saitama Super Arena, собравшим 20 000 поклонников Gaze-рока под одной крышей.
24 декабря 2009 года в Tokyo Big Sight East Exhibition Hall состоялся ещё один концерт группы — live09 A HYMN OF THE CRUCIFIXION.

### 2010 — тур THE NAMELESS LIBERTY SIX BULLETS и концерт в Tokyo Dome
В июле 2010 года начался тур The Nameless Liberty Six Bullets. Вскоре группа также объявила, что перейдет с лейбла King Records на Sony Music Records. «Shiver» является первым синглом с новым лейблом Sony Music Records, и также он был выбран как опенинг для аниме «Black Butler».
Позже ребята объявили о скором выходе двух новых синглов «Red» и «Pledge», а также было объявлено, что финал тура Nameless Liberty Six Bullets будет проводиться в Токио Доум.

### 2011 — альбом TOXIC и тур VENOMOUS CELL
23 марта 2011 года the GazettE выпустили сборник под названием «Traces Best of 2005-2009» и DVD с финалом Nameless Liberty Six Bullets в Tokyo Dome, который прошел 26 декабря 2010 года и собрал под крышей стадиона более 50 тысяч поклонников.
В связи с катастрофой в Японии группа отложила эти релизы до 6 апреля.
25 мая 2011 года был выпущен сингл «VORTEX».
13 и 14 августа группа приняла участие в летнем фестивале Summer Sonic 2011 в Токио и Осаке. 18 сентября этого же года, the GazettE выступили на Inazuma Rock Festival 2011.
Также группа объявила о выходе нового сингла «Remember the Urge», дата релиза которого была назначена на 31 августа, о выходе нового альбома «TOXIC» 5 октября, и о туре Venomous Cell, который начался 10 октября. Финал тура состоялся в Yokohama Arena 14 января 2012 под названием Tour11-12 Venomous Cell -the Finale- Omega.

### 2012 — десятилетие группы, альбом DIVISION и тур GROAN OF DIPLOSOMIA
В финале тура Venomous Cell группа объявила, что концерт в честь их десятилетия 10th Anniversary -THE DECADE- состоится 10 марта 2012 года в Makuhari Messe.
Вскоре стало известно о выходе нового альбома под названием «DIVISION» и о туре Groan Of Diplosomia.
Альбом вышел 29 августа в Японии и 1 октября в Великобритании и Европе. Первая часть тура началась 8 октября 2012 года в Yokosuka Arts Theatre и завершилась 29 ноября в NHK Hall. Вторая часть тура началась 2 февраля 2013 года и завершилась финалом MELT 10 марта в Сайтама Супер Арена.

### 2013 — альбом BEAUTIFUL DEFORMITY и тур MAGNIFICENT MALFORMED BOX
После заключительного концерта в честь своего 11-летия, ребята объявили о своих планах на 2013 год.
26 июня вышел DVD с записью финала MELT. 21 августа группа выпустила новый сингл под названием «FADELESS», и выпустит новый альбом под названием «BEAUTIFUL DEFORMITY» в октябре.
Тур в поддержку альбома LIVE TOUR 13［BEAUTIFUL DEFORMITY］MAGNIFICENT MALFORMED BOX начался 2 ноября и закончится 28 декабря.
Также с 6 по 29 сентября 2013 года группа провела мировой тур, в рамках которого даст концерты в Мексике, Чили, Аргентине, Бразилии, Финляндии и по два концерта в Германии и Франции.
3 августа 2013 года the GazettE выступили на Российском фестивале Kubana, который прошел уже в пятый раз в Анапе на Чёрном море. Мероприятие прошло с 1 августа по 7 и были представлены такие международные звезды, как Scooter (не смогли выступить ввиду болезни солиста), Guano Apes, Bullet For My Valentine, System Of A Down и многие другие.
Для the GazettE это было первым выступлением в России.

### 2015 — альбом Dogma
26 августа the GazettE выпустили альбом, получивший название «DOGMA». Пластинка вышла в рамках проекта «PROJECT:DARK AGE».
Альбом получил 14 треков и поступил в продажу в трёх версиях. Ограниченная получила два бонусных DVD с клипами на заглавный трек и «Deux», а также видео с текстом на «OMINOUS», плюс документальные съёмки с 13-летия, мейкинг «DOGMA», несколько трейлеров, 80-страничный фотобук и 64-страничный буклет с объяснениями всех песен, фотографиями, интервью, информацией о проекте «PROJECT:DARK AGE» и историей DOGMA.
5 сентября стартует вторая часть того же проекта — концертный тур «DOGMATIC -UN-», включающий в общей сложности 22 выступления по всей Японии. C конца 2015 по начало 2016 года прошёл второй тур группы «DOGMATIC -DUE-». Начиная с 1 декабря и до 24 января музыканты дали ещё 20 концертов.

### 2018 — альбом Ninth
В 2018 году the GazettE анонсировали свой девятый студийный альбом «Ninth», выход которого был запланирован на 13 июня 2018 года. В честь 16-летия группы 10 марта на официальном сайте был опубликован клип на заглавный трек альбома — "Falling". После своего выхода альбом занял лидирующую позицию в рок чартах iTunes в Беларуси, Финляндии, Франции, Венгрии, Польше, Турции и Швеции, и также вошёл в десятку лучших в Болгарии, Германии, Италии, Нидерландах, Португалии, России, Словакии и Испании.

## Награды
3 октября 2011 года the GazettE были награждены премией «The Most Requested Artist 2010» («Наиболее востребованный артист 2010») от J-Melo Awards 2011. 24 февраля 2013 года они получили вторую награду «The Most Requested Artist 2012» от J-Melo Awards 2012.

## Основной состав
- Руки (яп. ルキ), настоящее имя Таканори Мацумото (яп. 松本 孝典). Родился 1 февраля 1982 года в префектуре Канагава. Позиция в группе — вокалист.
- Уруха (яп. 麗), настоящее имя Коё Такасима (яп. 高島 宏陽). Родился 9 июня 1981 года в префектуре Канагава, в городе Сагамихара. Позиция в группе — соло-гитарист.
- Аой (яп. 葵), настоящее имя Ю Сирояма (яп. 城山 優). Родился 20 января 1980 года в префектуре Миэ. Позиция в группе — ритм-гитарист.
- Рейта (яп. れいた), настоящее имя Акира Судзуки (яп. 鈴木 亮). Родился 27 мая 1981 года в префектуре Канагава в городе Сагамихара. Позиция в группе — бас-гитарист. Скончался по неизвестной причине 15 апреля 2024 года.
- Кай (яп. 戒), настоящее имя Ютака Укэ (яп. 受毛 豊). Родился 28 октября 1981 года в префектуре Токусима. Позиция в группе — лидер и барабанщик.

## Бывшие участники
- Юнэ (яп. 由寧). Родился 7 февраля 1979 года. С января 2002 по январь 2003 года был в группе барабанщиком. Скончался 28 декабря 2022 года от болезни.

## Дискография

### Альбомы
| Год  | Название                            | Тип              | Позиция в Oricon |
| ---- | ----------------------------------- | ---------------- | ---------------- |
| 2003 | Cockayne Soup                       | Мини-альбом      |                  |
| 2003 | Akuyuukai                           | Мини-альбом      |                  |
| 2003 | Super Margarita                     | Мини-альбом      | 78               |
| 2003 | Hankou Seimeibun                    | Мини-альбом      | 240              |
| 2004 | Madara                              | Мини-альбом      | 38               |
| 2004 | Disorder                            | Студийный альбом | 19               |
| 2005 | Gama                                | Мини-альбом      |                  |
| 2006 | Nil                                 | Студийный альбом | 4                |
| 2006 | Dainihon Itangeishateki…            | Сборник          | 34               |
| 2007 | Stacked Rubbish                     | Студийный альбом | 3                |
| 2009 | DIM                                 | Студийный альбом | 5                |
| 2011 | BEST ALBUM TRACES BEST OF 2005-2009 | Сборник          | 19               |
| 2011 | TOXIC                               | Студийный альбом | 6                |
| 2012 | DIVISION                            | Студийный альбом | 4                |
| 2013 | BEAUTIFUL DEFORMITY                 | Студийный альбом | 8                |
| 2015 | DOGMA                               | Студийный альбом | 3                |
| 2017 | TRACES VOL.2                        | Сборник          | 8                |
| 2018 | NINTH                               | Студийный альбом | 3                |
| 2021 | MASS                                | Студийный альбом | 4                |

### Синглы
- «Wakaremichi» (別れ道) (20 апреля, 2002)
- «Kichiku Kyoushi (32sai Dokushin) no Nousatsu Kouza» (鬼畜教師(32才独身)の悩殺講座) (30 августа, 2002)
- «Gozen 0-ji no Trauma Radio» (午前0時のとらうまラヂヲ) (1 ноября, 2002)
- «Zakurogata no Yuuutsu» (28 июля, 2004)
- «Zetsu» (28 июля, 2004)
- «Miseinen» (28 июля, 2004)
- «Reila» (9 марта, 2005)
- «Dainippon Itangeishateki…» (23 ноября, 2005)
- «Cassis» (6 декабря, 2005)
- «Regret» (25 октября, 2006)
- «Filth in the Beauty» (1 ноября, 2006)
- «Hyena» (7 февраля, 2007)
- «Guren» (紅蓮) (13 февраля, 2008)
- «Leech» (12 ноября, 2008)
- «Distress and Coma» (25 марта, 2009)
- «Before I Decay» (7 октября, 2009)
- «SHIVER» (21 июля, 2010)[18]
- «RED» (22 сентября, 2010)
- «PLEDGE» (15 декабря, 2010)
- «VORTEX» (25 мая, 2011)
- «REMEMBER THE URGE» (31 августа, 2011)
- «Fadeless» (21 августа, 2013)
- «Ugly» (18 ноября, 2015)
- «Undying» (27 апреля, 2016)
- «Blinding Hope» (10 марта, 2021)

### Концертные записи и другие релизы
- «Yougenkyou»(妖幻鏡moon) (25 декабря, 2002, Eternal)
- «Kaleidoscope» (1 мая, 2003, PS Company)
- «Hanamuke & Gazette live»(男尻ツアーファイナル) (6 мая, 2003, PS Company)
- «Jyuyon sai no naifu» / 14 sai no knife(十四歳のナイフ) (11 сентября, 2004, PS Company)
- «Chigire»(チギレ) (Август 2005, PS Company)
- «Kare uta»(枯詩) (20 октября, 2005, PS Company)